# Луганская областная универсальная научная библиотека имени М. Горького
Луганская областная универсальная научная библиотека им. М. Горького — была основана в 1897 году как бесплатная земская народная библиотека-читальня. Является крупнейшим депозитарным хранилищем изданий краеведческого характера. Общий книжный фонд библиотеки им. М. Горького составляет свыше 1 010 710 экземпляров изданий.
После начала войны на Донбассе деятельность библиотеки была официально перенесена в Старобельск, Луганской области. После российского вторжения и оккупации Луганской области, библиотека была перенесена в г. Черкассы.
Сейчас библиотека продолжает деятельность и носит название «Луганская Республиканская универсальная научная библиотека имени М. Горького». Пост директора библиотеки принадлежит Расторгуевой Наталье Антоновне.

## Луганская областная универсальная научная библиотека им. М. Горького
Луганская областная универсальная научная библиотека им. М. Горького — это крупнейший культурный, образовательный, краеведческий, информационный, досуговый центр Луганской области.
Основа |библиотеки — её информационные ресурсы.
Благодаря сотрудничеству с крупнейшими украинскими и международными информационными центрами служба электронной доставки документов позволяет пользователям получать документы, отсутствующие в фонде библиотеки.
Важным элементом развития библиотеки является направленность на партнерство и сотрудничество со всеми, кто заинтересован в совместном формировании и использовании информационных ресурсов, в профессиональном, культурном, интеллектуальном и документальном обмене.
Библиотека им. М. Горького награждена:
- дипломом и серебряным знаком отличия как участник национальной программы «Діловий імідж України. Національні досягнення»;
- почётной грамотой Луганской областной государственной администрации и Луганского областного совета за плодотворный труд, высокий профессионализм, творческий поиск, весомый вклад в развитие библиотечного дела на Луганщине;
- дипломом III-го Книжного форума Луганщины «Книга. Информация. Общество» за содействие реализации государственной политики в издательской сфере и активную деятельность в отрасли культуры;
- почетной грамотой правления областной организации НСЖУ за долговременное сотрудничество с областной организацией союза журналистов Украины;
- благодарностью коллективу ЛУНБ им. М. Горького по случаю Всеукраинского Дня библиотек и за активное участие в решении вопросов социальной защиты населения, тесное и плодотворное сотрудничество с Луганским городским центром занятости;
- дипломом за популяризацию фехтования;
- золотой наградой как участник национальной программы «Деловой имидж Украины. Национальные достижения»;
- наградой EIFL за инновации — Премия 3: «Социальная интеграция» (проект Мобильной школы для людей с ограниченными возможностями);
- первым местом среди проектов программы «Библиомост» по открытию в библиотеках Интернет-центров;
- званием победителя Всеукраинского конкурса веб-сайтов.

## История создания и становления библиотеки
В середине XIX века открытие библиотек считалось делом престижным, модным и, что самое главное, важным и нужным. В 1830 году председатель Вольно-экономического общества Н. С. Мордвинов активно выступает за открытие новых библиотек, считая, что «с этим учреждением… возродится в городах наших дух общественности и взаимных советов у жителей…», а министр внутренних дел России А. А. Закревский подписал распоряжение «Об учреждении в губернских городах публичных библиотек для чтения».
Отсутствие публичных библиотек в Луганске в какой-то степени восполняла превосходно скомплектованная заводская библиотека, с некоторыми ограничениями обслуживавшая жителей города.
Библиотека прошла долгий путь, пока стала областной. Сначала это была маленькая библиотека для рабочих завода Гартмана. Затем она стала городской.
Луганская областная универсальная научная библиотека им. М. Горького является прямой наследницей и правопреемницей двух библиотек — Гусиновской и Каменобродской народных библиотек-читален (Совет и касса этих библиотек были едины).
В первые годы существования библиотека насчитывала 2 502 издания, комплектование происходило не систематично, преимущественно за счет пожертвований. Книги поступали, в основном, без переплёта и быстро изнашивались. Чтобы продлить жизнь книгам, выделялись ассигнования на переплёт книг. В 1919 году с созданием Луганского уезда, который входил в состав Донецкой губернии, на базе общественной земской библиотеки создаётся центральная городская, увеличивается её штат, определяются функции как методического центра для библиотек Луганского уезда, которых в то время насчитывалось 25.
В 1936 году библиотеке присвоено имя М. Горького. В 1938 году ей присвоен областной статус в связи с образованием Луганской области, расширяются функции и масштабы её деятельности. В это время литературный фонд библиотеки насчитывал более 600 тысяч экземпляров.
Суровые и трудные годы Великой Отечественной войны — самая трагическая страница в истории библиотек Луганской области. В годы Великой Отечественной войны, когда возникла угроза оккупации Луганска, вывезти книжный фонд не удалось. С 17 июля 1942 года по 14 февраля 1943 — Луганск переживает все ужасы войны, город 212 дней живёт в оккупации немецких войск. Во время немецко-фашистского оккупационного «хозяйствования» на Луганщине уничтожены и вывезены в Германию ценные книги, сожжены и разрушены библиотеки, полностью утрачен фонд областной библиотеки. Восстановление фондов областной библиотеки началось сразу после освобождения Луганска от фашистских захватчиков в феврале 1943 года с поисков книг на пепелищах и развалинах разрушенного города. Формирование фонда библиотеки было начато в феврале 1943 года. В фонд будущей библиотеки вошли уцелевшие остатки библиотек Луганщины, книги из Госфонда, созданного для пострадавших во время войны библиотек, а также от населения, учреждений города. Основой фонда стали 20 тысяч книг, присланные из обменных фондов библиотек Казахстана, Москвы. Далее фонд пополнялся планово.

Не имея своего помещения, библиотека вынужденно изменяла свой адрес и лишь в 1945 году переехала в новое помещение по ул. Ленина, 34, где и находилась до 1965 года. 
В 60-х гг. начинается строительство нового здания библиотеки. В 1965 г. состоялось торжественное открытие нового здания библиотеки, построенного по специальному проекту. 1965 года первые читатели переступили порог нового четырёхэтажного здания библиотеки на ул. Советская, 78, в котором она располагается и поныне. С этого и начался новый, более активный и плодотворный этап деятельности областной библиотеки по всем направлениям. В библиотеке создаются специализированные отделы — обслуживания работников сельского хозяйства, патентно-технический отдел.
Период 1970-х гг. — время наиболее интенсивного развития библиотечного дела в области. Под руководством областной библиотеки начата централизация библиотечного дела области, которая способствовала улучшению качества библиотечного обслуживания населения и объединению работников разобщенных ранее библиотек в производственные коллективы ЦБС. В центральных районных библиотеках информационные и методические службы возглавили квалифицированные специалисты. На областную библиотеку возложены функции по организации депозитарного хранения краеведческой литературы. Библиотека не располагает полными комплектами газет и журналов прошлых лет изданий, поэтому в отделе краеведения есть картотека местной периодики, включающая сведения о том, где находятся те или иные издания. Краеведческий депозитарий включает книги о Луганском крае (независимо от места и года издания), а материалы не краеведческие по содержанию, но изданные на территории Луганской области, собираются на правах коллекции изданий местной печати.
При освещении значительных событий в жизни области и города традиционно к юбилейным датам ЛОУНБ организует выставки-просмотры литературы — к датам образования Луганской области, юбилеям знатных земляков, многоаспектно раскрывая весь краеведческий фонд библиотеки.
Таким образом, библиотека сегодня, объединив краеведов, становится исследователем края, помогая изучению и распространению сведений о нем. Особое внимание в работе библиотеки уделяется развитию социального партнерства с органами власти, взаимодействию с общественными организациями и учреждениями, реализуются совместные программы по приобщению к культуре, книге и чтению различных слоев населения. История Луганской областной научной библиотеки им. М. Горького — это частица истории Украины и Луганского края, отражение их культурной и политической жизни.

## Здание библиотеки
Современное здание библиотеки построено по типовому проекту в 1965 году. С этого и начался новый, более активный и плодотворный этап деятельности областной библиотеки по всем направлениям. Новое здание библиотеки, сооружённое трестом «Луганскжилстрой», радует глаз своими строгими пропорциями, продуманной планировкой, обилием света и обеспечивает максимум удобств читателям и библиотекарям.
На первом этаже — вестибюль, гардероб и ряд административных помещений.
Свыше чем на полмиллиона томов рассчитано книгохранилище библиотеки. Книгохранилище оборудовано металлическими стеллажами, удобными для размещения и хранения книг.
В новой библиотеке несколько читальных залов.
В самом вместительном из них одновременно могут заниматься 150 человек. Особый читальный зал получили научные работники и специалисты. К этому залу примыкает кабинет специальной технической литературы — патентных описаний, стандартов, технических условий, технических каталогов и ценников. В третьем по счету читальном зале — текущей периодики — к услугам читателей журналы и центральные и местные газеты, выписываемые библиотекой.
Удачно разместился абонемент библиотеки. Предусмотрен частичный открытый доступ читателей к книжным фондам абонемента.
Намного улучшаются с переходом в новое здание условия справочно-библиографического и методического отделов библиотеки, межбиблиотечного и заочного абонементов. Библиотека обставлена красивой, удобной мебелью.
На торжественном открытии нового здания библиотеки собравшихся строителей, читателей и работников библиотеки, представителей городской общественности горячо поздравили с этим знаменательным событием в культурной жизни трудящихся Луганска и области секретарь обкома КПСС В. В. Шевченко, от коллектива библиотеки — директор А. М. Черняков.
В 1994 г. у здания областной универсальной научной библиотеки им. М. Горького установлен Памятник безымянному автору «Слова о полку Игореве». На нём высечены слова: «Авторовi „Слова о полку Iгоревім“, співцевi походу та битви з половцями у 1185 роцi».
Автор «Слова» неизвестен. Автор памятника ― народный художник Украины, лауреат Государственной премии им. Т. Г. Шевченко И. Чумак. Установление памятника легендарному писателю в Луганске закономерно: по утверждениям многих ученых, битвы князя Игоря с половцами проходили на территории Луганщины.

## График работы библиотеки
10.00 — 19.00
выходной — пятница,
последний четверг месяца — санитарный день

## Отделы библиотеки
- Информационно-справочная служба
- Отдел городского абонемента
- Отдел краеведческой информации
- Единое информационное пространство
- Отдел литературы по искусству
- Отдел литературы на иностранных языках
- Информационно-ресурсный центр «Джерело»
- Отдел межбиблиотечного абонемента и электронной доставки документов
- Отдел редактирования и репрографии
- Отдел научного анализа и развития библиотек
- Отдел комплектования и электронной обработки документов
- Отдел информационных сетей и автоматизации библиотечных процессов
- Отдел центрального книгохранения
- Сектор регистрации читателей

### Информационно-справочная служба
Эта служба выполняет комплекс работ, обеспечивающих единообразное и квалифицированное использование библиотечной информации как по фондам библиотеки, так и на уровне более широких вопросов книговедения и библиотечного дела. Отдел осуществляет справочное и информационное обслуживание читателей, занимается библиографированием материалов из поступающих в фонд библиотеки сборников и периодических изданий, пополнением собственного фонда справочных и библиографических изданий, совершенствованием справочно-библиографического аппарата, методической и составительской деятельностью, повышением библиографической ориентации потребителей информации, формированием информационной культуры пользователей.
Основная функция службы — предоставление доступа к правовой информации, обеспечение ежедневных потребностей людей, сталкивающихся с проблемами в той или иной области, требующими для своего разрешения опоры на законодательные и нормативные акты.

### Отдел городского абонемента
Этот отдел является структурным подразделением областной научной библиотеки, осуществляющим выдачу читателям литературы для работы за пределами библиотеки.
Фонд отдела городского абонемента многоотраслевой, он включает книги и журналы на украинском и русском языках и составляет более 50 тыс. экземпляров.
Право пользоваться фондом отдела городского абонемента предоставляется всем читателям, имеющим постоянную регистрацию в городе Луганске и Луганской области.
Для записи в отдел городского абонемента читатель предъявляет единый для библиотеки читательский билет и контрольный листок стандартного образца.
К услугам читателей:
- зал художественной литературы;
- зал отраслевой литературы — издания по языкознанию, литературоведению, экономике, философии, психологии, истории и др. отраслям знаний;
- территория семейного чтения — «Читаем всей семьёй».

### Отдел краеведческой информации
В основе деятельности — комплекс работ по библиотечному краеведению:
- поиск сведений о Луганском регионе[9] в печатных и электронных источниках[10].
- о создателе «Словаря украинского языка» Борисе Гринченко, имеющем непосредственное отношение к Луганской области[11];
- формирование электронных и карточных каталогов, фондов краеведческих изданий (книг, журналов, изопродукции, карт);
- создание и приобретение электронных ресурсов о Луганском крае;
- информирование пользователей о краеведческой литературе;
- обслуживание посетителей читального зала;
- выполнение справок, консультирование по работе с каталогами и информационными изданиями;
- методическая и практическая помощь библиотекам области;
- научная и издательская деятельность;
- организует информационное обслуживание организаций и частных лиц, выставки, экскурсии и информационные мероприятия;
- участвует в проведении встреч с авторами и издателями, презентаций краеведческих изданий.

Об интересе к информации краеведческого характера можно судить по количеству посещений библиотечного сайта в Интернете. Отдел сотрудничает в краеведческой деятельности с библиотеками, архивами, музеями, вузами, с общественными организациями, с учеными, краеведами, издателями.

### Единое информационное пространство
Включает книжные и медиа-ресурсы по нескольким отраслям знаний:
осуществляет библиотечно-библиографическое обслуживание читателей общественно-политической, юридической, экономической, исторической, художественной, естественнонаучной и технической литературой, книгами по литературоведению и языкознанию, а также журналами на русском и украинском языках.
Центр русской культуры и литературы — пропагандирует книги о России, русской литературе и культуре.
Сектор редкой книги ведёт свою историю с 1991 года, когда был произведен отбор наиболее ценных книжных экземпляров из основного книгохранения.
В настоящее время фонд сектора редких и ценных изданий универсальный по содержанию — на украинском, русском и иностранных языках.
Главной задачей сотрудников сектора с первого дня его основания стало сохранение наиболее ценного, уникального фонда книг, хранящихся в библиотеке.
В основе Ценного фонда — уникальная коллекция книг из библиотек Старобельского уезда.
В дальнейшем коллекции ценного фонда ЛОУНБ формировались несколькими путями: отбор из основного книгохранения редких книг, а также приобретение и дарение.
В секторе ведется музейно-выставочная и проектная деятельность — всеукраинского и международного уровня. Отдел ценных и редких книг является сердцем библиотеки, здесь хранятся и изучаются ценнейшие материалы по истории печатной книги — памятников регионального и государственного значения.

### Отдел литературы по искусству
Отдел искусств — создан на базе музыкально-нотного отдела.
Фонд отдела искусств насчитывает более 19 тыс. экземпляров коллекции нотных изданий, среди которых редкие экземпляры старинных нот. Нотный фонд включает вокальные и инструментальные произведения украинских, русских и зарубежных композиторов, учебно-педагогический репертуар для различных музыкальных инструментов, сборники популярных песен. В фонде имеются грампластинки, книги, периодические издания, аудио-видео-материалы. Специалисты учреждений культуры, преподаватели, музыканты, студенты, а также любители музыки традиционно являются пользователями отдела искусств.
Отдел располагает полученными в дар от своих читателей уникальными коллекциями:
- архив-коллекция театральных афиш и программок, фотографий актерской династии Морфесси;
- фотоархив актера областного русского драматического театра Андрея Сахарова;
- коллекция художественных открыток с портретами деятелей мирового искусства почётного читателя отдела Николая Черенкова;
- коллекционное собрание редких виниловых дисков с записями лучших образцов классической зарубежной музыки от представителей немецкого фонда «Хильфе Директ».

При отделе открыт Уголок заслуженного художника, скульптора Александра Редькина, в котором представлены работы мастера и его учеников.
На базе отдела работают — студия юных телеведущих «Веселка» и творческая студия Луганской государственной академии культуры и искусств «Костюм и образ».
В структуре отдела — Сектор информации по вопросам культуры и искусства, в задачи которого входит информационное сопровождение запросов специалистов в области культуры и искусства.

### Отдел литературы на иностранных языках
Отдел литературы на иностранных языках насчитывает более 13 тысяч документов на 27 языках мира. Фонд включает энциклопедии и словари, отраслевую литературу, учебники и методические пособия, газеты и журналы, аудио- и видеоматериалы, компакт-диски. Аудио- и видеокассеты, CD-диски на иностранных языках помогают не только осваивать особенности произношения и грамматики, но и совершать путешествия по странам изучаемого языка.
К услугам читателей:
Газеты и журналы — российские и зарубежные — позволяют изучать языки и знакомиться с современной лексикой. Отдел получает 30 наименований периодических изданий, представленных в каталоге периодических изданий.
- электронный каталог;
- книги, периодические и электронные издания;
- аудиоматериалы;
- видео-коллекция, CD-ROM;
- информационно-ресурсные центры;
- Интернет, Wi-Fi, Skype;
- актуальные презентации, обзоры, творческие акции.

НА БАЗЕ ОТДЕЛА РАБОТАЮТ:
- Информационно-ресурсный центр «Окно в Америку»
- Центр Европейской Информации
- «Заочный абонемент» Гёте-института на Украине

Информационно-ресурсный центр «Окно в Америку» (WOA) открыт в Луганской ОУНБ им. М. Горького в 2002 году на базе отдела литературы на иностранных языках при финансовой поддержке Посольства США на Украине.
Пользователи Луганского WOA имеют on-line доступ к полнотекстовым ресурсам iLibraryUSA по всем отраслям знания и темам.
С помощью программы Rosetta Stone есть возможность изучать английский язык, читать аутентичную литературу на электронных устройствах — ридерах Amazon Kindle и iPad.
Приоритетными направлениями в работе отдела литературы на иностранных языках являются:
- обслуживание специалистов, преподавателей иностранных языков, студентов и тех, кто изучает язык самостоятельно;
- пропаганда знаний об истории, культуре, литературе и традициях разных стран.

В отделе работает клуб «Steps in language communication» для любителей английского языка, целью которого является общение с носителями английского языка и его совершенствование.
Заседание Клуба — каждую субботу в 14:00 часов. Информация о деятельности клуба есть в социальных сетях ВКонтакте и Facebook.

### Информационно-ресурсный центр «Джерело»
Для людей с особыми потребностями в 2008 году создан Информационно-ресурсный центр «Джерело»(рус. Источник). Цель центра — организация комплексного информационно-библиотечного обслуживания пользователей с особыми потребностями в библиотеке и за её пределами.
В центре люди с ограниченными возможностями могут пользоваться оборудованием (компьютером, принтером и др), интернетом, а также проводить там свои собрания, встречи. На компьютерах установлены все необходимые программы, а также программа JAWS (для незрячих и слабовидящих, с помощью этой программы у них есть возможность доступа к информации, выводимой на экране компьютера).
Центр «Джерело» помогает людям с ограниченными возможностями получить максимум полезной информации, расширить кругозор, увеличить круг общения, оказывая услуги:
- выдача литературы из отделов библиотеки, в том числе в специальных форматах;
- виртуальное информационно-библиотечное обслуживание;
- выполнение библиографических справок различных видов;
- мобильное обучение основам компьютерной и Интернет-грамотности;
- предоставление в пользование тифлотехнического оборудования, адаптивных вспомогательных средств для работы с различными носителями информации;
- организация презентаций творческих работ пользователей;
- проведение информационных и социокультурных мероприятий.

В центре «Джерело» получают качественные знания и реабилитацию, что дает возможность занять полноправное место в обществе.

### Отделмежбиблиотечного абонементаи электронной доставки документов
Заказать необходимые документы возможно, заполнив бланк-заказ по МБА . На каждый требуемый документ оформляется отдельный заказ в отраслевых читальных залах библиотеки. С документами, полученными во временное пользование, пользователь может работать только в читальном зале библиотеки. Обслуживание осуществляется на бесплатной основе для абонентов МБА и пользователей библиотеки.
Основными направлениями деятельности отдела МБА являются:
— обеспечение беспрепятственного предоставления и получения документов, хранящихся в фондах библиотек и органов информации всех крупнейших библиотек Украины и России.
Основные функции отдела:
- обслуживание по МБА и ЭДД пользователей;
- поиск в различных базах данных;
- предоставление документов в оригиналах и копиях во временное пользование по отдельным заказам абонентов в научных, образовательных, производственных и культурно-просветительских целях;
- обеспечение максимально полного и оперативного предоставления литературы по запросам МБА и ДД в соответствии со своим профилем;
- удовлетворение заказов абонентов в случае отсутствия документов в собственном фонде и в других национальных центрах МБА стран СНГ;
- оказание библиографической, методической и консультационной помощи в работе МБА;
- подготовка методических материалов и документов по МБА;
- организация семинаров, конференции в масштабе области по вопросам МБА.

### Отдел редактирования ирепрографии
Содержание работы отдела:
- разработка и изготовление полиграфической продукции, отражающей деятельность отдельных структурных подразделений и библиотеки в целом;
- литературное, стилистическое, грамматическое редактирование по разработкам библиотеки: библиографических, методических, информационных, рекламных, справочных изданий, научно-вспомогательных и рекомендательных указателей, материалов конференций, календарей и т. д.;
- предоставление услуг текстового набора для библиотеки и её структурных подразделений;
- дизайнерское оформление изданий библиотеки;
- издательство рекламной и информационно-наглядной продукции библиотеки.

### Отдел научного анализа и развития библиотек
Основные формы методической деятельности отдела:
- Методическая и консультативная помощь специалистам города и области по основным направлениям библиотечной работы;
- Координация методической работы библиотек в целях совершенствования библиотечного обслуживания;
- Информационное обеспечение профессиональной библиотечной деятельности;
- Выявление, обобщение и внедрение инновационных решений в практику работы библиотек области;
- Освоение и внедрение библиотечных информационных технологий[21];
- Организация и проведение научно-практических конференций, мероприятий системы профессионального образования;
- Участие в профессиональных мероприятиях регионального, областного и внутрибиблиотечного масштаба;
- Подготовка методических пособий, писем, рекомендаций по актуальным вопросам библиотечного дела.
- Публикация статей в профессиональных периодических изданиях;
- Сотрудничество с местными органами власти и средствами массовой информации.

### Отдел комплектования и электронной обработки документов
Отдел комплектования и каталогизации организует процесс формирования универсального по содержанию и разнопланового по видам собрания документов: книг, журналов, электронных изданий, нот и т. д. и раскрывает содержание фонда библиотеки через систему каталогов.
Основной целью деятельности отдела является комплектование фондов документами, имеющими научную, историческую, художественную и информационную значимость независимо от способа их воспроизведения и формы носителя информации. Формирование фонда определяется «Тематико-типологическим планом комплектования фонда ЛОУНБ».
Отдел оказывает научно-методическую и консультационную помощь в вопросах формирования и учета фондов библиотекам Луганской области.
Ежегодно в фонд библиотеки из разных источников поступают различные документы.
Ежегодный комплект подписки журналов и названий газет.
Все издания, поступившие в библиотеку, проходят автоматизированную обработку и отражаются в электронном каталоге.
Обеспечивает организацию карточных каталогов параллельно с электронной базой данных. Организует справочно-поисковый аппарат библиотеки.
Осуществляет научную и техническую обработку полученных изданий с применением технологии штрих-кодирования.
В структуру отдела также входит сектор обменно-резервного фонда.

### Отдел информационных сетей и автоматизации библиотечных процессов
Отдел автоматизации создан в 1995 году. Специалисты отдела автоматизации обслуживают локальную вычислительную сеть библиотеки и компьютерного парка библиотеки, изучают и внедяют процессы автоматизации в сфере библиотечных технологий.
Создают специальные программные разработки для усовершенствования обслуживания читателей: программное обеспечение для краеведческих баз данных, модуль «Виртуальная справка», модуль «Межбиблиотечный абонемент», автоматизированная программа для лингвистического обеспечения краеведческого массива информации — «Краеведческий рубрикатор» и др.
24 часа в сутки поддерживают работу веб-сайта библиотеки, где в режиме удаленного доступа всегда работают основные пользовательские сервисы: электронный каталог, справочные службы, тематические базы данных. Доступны тематические веб-проекты, старейший из которых — «Информационный портрет Луганского региона» — поддерживается с 1997 года.

### Отдел центрального книгохранения
Отдел организует формирование, хранение и использование основной части библиотечного фонда, обеспечивающего сохранение знаний, культурной и исторической памяти и передачу их следующим поколениям читателей.
Обеспечивает длительное или постоянное хранение около 500 тыс. экз. изданий, среди которых книги и периодические издания. Хронологический охват: XIX-XXI вв.
Направления работы:
- хранение — размещение литературы в соответствии с шифрами, обеспечивающими в дальнейшем поиск заказанных изданий;
- сохранность — восстановление поврежденных изданий и профилактические мероприятия, в том числе с использованием современных цифровых технологий;
- обслуживание — литература из основного фонда выдается по требованиям читателей через читальные залы библиотеки в соответствии с их профилем;
- ретроспективный ввод фондов основного книгохранения в электронный каталог.

Информация о документах из фонда основного книгохранения отражена в алфавитном и систематическом каталогах, а также в электронном каталоге. Издания выдаются пользователям библиотеки в читальные залы, высылаются по заказам МБА (межбиблиотечный абонемент) в библиотеки Луганской области и других регионов.

### Сектор регистрации читателей
Основные функции отдела регистрации и контроля:
- осуществляет планирование, отчётность, учет по библиотеке, запись читателей;
- заключает договоры с учебными заведениями (ВУЗами г. Луганска) по обслуживанию студентов;
- обеспечивает сохранность книжного фонда путём контроля на входе и выходе читателей;
- координирует работу отделов библиотеки по обслуживанию читателей;
- обновляет информации для читателей.